# Luxembourg et politique agricole commune
 (décembre 2023).
La mise en forme du texte ne suit pas les recommandations de Wikipédia : il faut le « wikifier ».
Les points d'amélioration suivants sont les cas les plus fréquents :
- Les titres sont pré-formatés par le logiciel. Ils ne sont ni en capitales, ni en gras.
- Le texte ne doit pas être écrit en capitales (les noms de famille non plus), ni en gras, ni en italique, ni en « petit »…
- Le gras n'est utilisé que pour surligner le titre de l'article dans l'introduction, une seule fois.
- L'italique est rarement utilisé : mots en langue étrangère, titres d'œuvres, noms de bateaux, etc.
- Les citations ne sont pas en italique mais en corps de texte normal. Elles sont entourées par des guillemets français : « et ».
- Les listes à puces sont à éviter, des paragraphes rédigés étant largement préférés. Les tableaux sont à réserver à la présentation de données structurées (résultats, etc.).
- Les appels de note de bas de page (petits chiffres en exposant, introduits par l'outil «  Source ») sont à placer entre la fin de phrase et le point final[comme ça].
- Les liens internes (vers d'autres articles de Wikipédia) sont à choisir avec parcimonie. Créez des liens vers des articles approfondissant le sujet. Les termes génériques sans rapport avec le sujet sont à éviter, ainsi que les répétitions de liens vers un même terme.
- Les liens externes sont à placer uniquement dans une section « Liens externes », à la fin de l'article. Ces liens sont à choisir avec parcimonie suivant les règles définies. Si un lien sert de source à l'article, son insertion dans le texte est à faire par les notes de bas de page.
- La présentation des références doit suivre les conventions bibliographiques. Il est recommandé d'utiliser les modèles {{Ouvrage}}, {{Chapitre}}, {{Article}}, {{Lien web}} et/ou {{Bibliographie}}. Le mode d'édition visuel peut mettre en forme automatiquement les références.
- Insérer une infobox (cadre d'informations à droite) n'est pas obligatoire pour parachever la mise en page.

Pour une aide détaillée, merci de consulter Aide:Wikification.
Si vous pensez que ces points ont été résolus, vous pouvez retirer ce bandeau et améliorer la mise en forme d'un autre article.

La politique agricole commune (PAC) est entrée en vigueur le 30 juillet 1962 dans les États membres de l’Union Européenne. Gérée par la Direction Générale « Agriculture et développement rural » de la Commission européenne, ses objectifs actuels sont, dans un premier temps, d’apporter un soutien au marché agricole en intervenant sur les prix et les revenus agricoles. La PAC vise également à encourager et soutenir le développement rural selon les objectifs et projections pour le « Développement rural 2014-2020 ». Considérée comme l’une des plus anciennes politiques communes de l’UE, la PAC était prévue dans le traité de Rome du 25 mars 1957 et avait pour but principal de contrôler les prix et de prévoir du subventionnement afin de participer à une modernisation de l’agriculture dans les États membres.

## Le secteur primaire au Luxembourg
Pays membre depuis 1957, le Luxembourg dont le secteur primaire représente 0,2% de son économie, est pourtant riche en territoire agricole qui constitue 73% de son territoire dont 53% de cet espace est mobilisé pour la production agricole. Dans le pays se trouvent 1 970 exploitations agricoles dont 114 producteurs biologiques en 2020. Le pays s’inscrit dans la logique de développement durable souhaité et encouragé par l’UE dans ses plans stratégiques de la PAC. Les priorités actuelles du Luxembourg, en ce qui concerne son secteur primaire, sont de garantir des revenus équitables tout en encourageant la reprise des entreprises agricoles par de futures générations en parallèle du développement d’une agriculture biologique sous l’égide d’un plan d’action national intitulé PAN-Bio.

## La mise en application des objectifs de la PAC
Les plans stratégiques de la PAC s’élaborent en analogue avec le Green Deal, ce qui se traduit, pour le Luxembourg, en des objectifs clairs pour les années à venir. Il s’agit de dédier 20% de la superficie agricole à la pratique d’une agriculture biologique d’ici à 2025 ainsi que de réduire de 50% le recours aux pesticides d’ici à 2030. Pour se faire, en plus du soutien prévu par la PAC, le Luxembourg élabore des Plans Stratégiques Nationaux (PSN) qui permettent de mettre en œuvre les objectifs déclarés par la PAC à l’échelle nationale. Pour rendre cela possible, des subventionnements nationaux sont accordés aux agriculteurs en leur accordant entre 70 euros et 1000 euros par hectare selon leurs initiatives pour réduire l’utilisation de pesticides nocifs et selon le type de culture. En plus de ces objectifs de soutiens financiers, le bien-être animal est à l’ordre du jour avec les ambitions du Luxembourg de garantir la construction de bâtiment plus larges et de réduire de 50% l’utilisation d’antimicrobiens pour ainsi respecter des conditions fixer par le projet de l’UE « De la ferme à la table ». L’agriculture luxembourgeoise continue ainsi à être modernisée et vise à respecter les objectifs économiques et environnementaux fixés par ses politiques nationales qui s’inscrivent dans la continuité des ambitions européennes pour une agriculture plus juste et durable.

## Sources

### Notices dans des dictionnaires ou encyclopédies généralistes
•https://www.encyclopedie.fr/definition/Politique_agricole_commune
•https://www.touteleurope.eu/agriculture-et-peche/qu-est-ce-que-la-pac/
•https://www.larousse.fr/encyclopedie/divers/PAC/136704
•https://www.universalis.fr/encyclopedie/union-europeenne-politique-agricole-commune/

### Sources légales
•Règlement  n° 1782/2003 du Conseil établissant des règles communes pour les régimes de soutien direct dans le cadre de la politique agricole commune et établissant certains régimes de soutien en faveur des agriculteurs et modifiant les règlements (CEE) n° 2019/93, (CE) n° 1452/2001, (CE) n° 1453/2001, (CE) n° 1454/2001, (CE) n° 1868/94, (CE) n° 1251/1999, (CE) n° 1254/1999, (CE) n° 1673/2000, (CEE) n° 2358/71 et (CE) n° 2529/2001, 32003R1782, adopté le 29 septembre 2003, JO du 21 octobre 2003, p. 1-69, entré en vigueur le 21 octobre 2003 
•Résolution du Parlement européen du 23 juin 2011 sur la PAC à l'horizon 2020 : alimentation, ressources naturelles et territoire - relever les défis de l'avenir (2011/2051(INI)) 